# Arquèves
Arquèves é uma comuna francesa na região administrativa de Altos da França, no departamento de Somme. Estende-se por uma área de 7,64 km². Em 2010 a comuna tinha 162 habitantes (densidade: 21,2 hab./km²).